# Třída Cricket
Třída Cricket byla třída pobřežních torpédoborců Royal Navy z období první světové války. Před zařazením do služby byla plavidla reklasifikována na torpédové čluny 1. třídy. Celkem bylo postaveno 36 torpédoborců této třídy. Ve službě byly v letech 1906–1922. Byly nasazeny ve světové válce. Ve službě jich bylo šest ztraceno.

## Pozadí vzniku

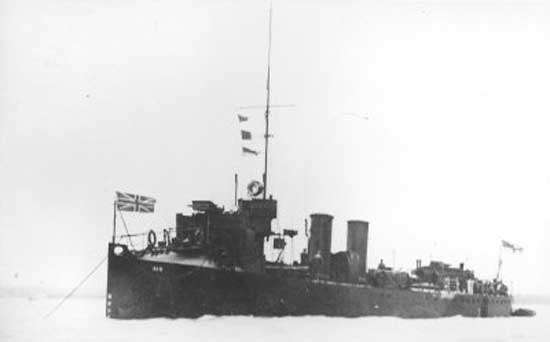
Plavidlo třídy Cricket

Malé pobřežní torpédoborce třídy Cricket byly objednány jako levný doplněk velkých torpédoborců třídy Tribal. Celkem bylo v letech 1905-1909 postaveno 36 torpédoborců této třídy. Nejprve byla postavena první skupina 12 plavidel a následně druhá skupina 24 plavidel.

## Konstrukce

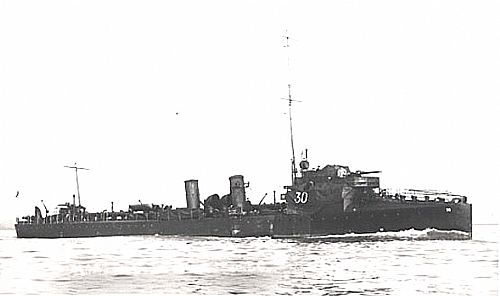
HMS TB30

Výzbroj plavidel představovaly dva 76mm kanóny a tři jednohlavňové 450mm torpédomety. Pohonný systém tvořily dva kotle pohánějící tři turbíny, roztáčející tři lodní šrouby. Pohonný systém plavidel první skupiny měl výkon 3750 hp a jejich rychlost byla 26,5 uzlu. V případě druhé skupiny výkon stoupl na 4000 hp, zároveň však tato plavidla měla větší rozměry a výtlak, takže jejich rychlost se zmenšila na 26 uzlů.

## Operační služba
Britské královské námořnictvo třídu provozovalo v letech 1906–1922. Nasadilo je za první světové války. Ve službě bylo ztraceno šest jednotek:
- HMS TB10 – Dne 10. června 1915 se potopil v ústí Temže na mině položené německou ponorkou typu UC I SM UC10.
- HMS TB13 – Dne 26. ledna 1916 se potopil po kolizi v Severním moři.
- HMS TB9 – Dne 26. července 1916 se potopil po kolizi v Severním moři.
- HMS TB24 – Dne 28. ledna 1917 ztroskotal u Doveru.
- HMS TB11 – Dne 7. března 1917 se potopil v Severním moři na mině položené německou ponorkou SM UC10.
- HMS TB12 – dne 10. června 1917 se potopil v ústí Temže na mině položené německou ponorkou typu UC I SM UC11.